# 안제이 브론스키
안제이 아담 브론스키(폴란드어: Andrzej Adam Wroński, 1965년 10월 8일~)는 폴란드의 은퇴한 레슬링 선수이다. 1988년과 1996년 하계 올림픽 그레코로만형 헤비급에서 금메달을 획득했다.